# 獅騎一郎
獅騎 一郎（しき いちろう、1931年6月20日 - 2008年11月3日）は、東京府出身のシナリオライター、クイズ作家。スパイや暗号の専門家。本名である松村基生の名義による作品もある。

## 略歴
東京市中野区江古田生まれ。東京府立第五中学校（現・東京都立小石川高等学校）卒業。衆議院速記者養成所在学中からシナリオを執筆。卒業後は毎日新聞社に入り、メディア情報部副部長などを歴任（退社後は嘱託となる）。
シナリオライターとしては石原裕次郎主演の『ジャズ娘誕生』（日活、1957年）などアクション・ミステリーものが10本映画化されている。
神奈川県鎌倉市に住んでいた。2008年肺梗塞で死去。

## 著書
- 『暗号スパイ大作戦』（学研、ジュニアチャンピオンコース） 1974
- 『スパイ スパイ術てってい解剖』（ユニコン出版、ユニコンブックス） 1974
- 『暗号 暗号なぞなぞクイズ』（ユニコン出版、ユニコンブックス） 1975
- 『錯覚ゲーム - だまされる本』（ベストセラーズ、ワニの本） 1975、のちワニ文庫 1986
- 『スパイ暗号作戦 - 解読の方法とトリック』（ベストセラーズ） 1978
- 『変装ゲーム - 真犯人を探せ』（ベストセラーズ、ワニの豆本） 1979
- 『戦争のやり方 - キミの作戦は成功するか』（ベストセラーズ、ワニの豆本） 1980
- 『どっきりパズル - 盲点をつかれる本』（実業之日本社、実日新書） 1981
- 『暗号 暗号なぞなぞクイズ』（ユニコン出版、ユニコンブックス） 1983、のち改題『暗号スパイ なぞなぞクイズ - たのしくなければスパイじゃない』（講談社、おもしろシリーズ9） 1983
- 『ユカイ難題 クロス・アンド・パズル100』（新星出版社） 1985
- 『錯覚ゲーム』（ベストセラーズ） 1986
- 『一発逆転のクイズ - ストレスが吹っ飛ぶ』（ケイニチ新聞社、ナイスデイ・ブックス） 1990
- 『どっきりクイズだ一本勝負 - あなたの頭が錯乱する本』（青春出版社、青春BEST文庫） 1990
- 『クイズの王国 - あなたの頭脳に挑戦』（廣済堂出版） 1991
- 『クイズの王様』（廣済堂出版） 1992
- 『ハイッこちら探偵局 - 難問奇問にチャレンジする』（ベストセラーズ） 1994
- 『黒沢明と小津安二郎』（宝文館出版） 2000
- 『裕次郎がいた!』（宝文館出版） 2000